# Loznitsa (huyện)
Loznitsa là một huyện thuộc tỉnh Razgrad, Bungaria. Dân số thời điểm năm 2001 là 15067 người.